# Невиша
Неви́ша (бел. Няві́ша; также встречается русскоязычный вариант названия Нявиша) — река в Щучинском районе Гродненской области Белоруссии. Левый приток реки Котра (бассейн Немана).

## Описание
Река Невиша начинается в 1,5 км к северо-востоку от деревни Мякиши, протекает по территории Лидской равнины и впадает в Котру в 2 км к востоку от деревни Орлова Гора.
Длина реки составляет 39 км. Площадь водосбора — 328 км². Средний наклон водной поверхности — 0,8 м/км. Среднегодовой расход воды в устье — около 2,2 м³/с.
Долина в верхнем течении невыраженная, ниже трапециевидная, шириной 500—600 м, в нижнем течении пересечённая старицами. Пойма двусторонняя, в нижнем течении заросшая кустарником. Русло канализованное на протяжении 27 км от истока, на остальной части реки извилистое, шириной 5—10 м. Около деревни Кроньки организован пруд площадью 0,05 км².
Основные левые притоки Невиши — Дунай и Новодворка, правые — Громчак и Путиска.